# Потапенко, Николай Семёнович
Николай Семёнович Потапенко (19 декабря 1913, Андреевка, Таврическая губерния — 29 сентября 1943, Вышгород) — советский военный. Участник Советско-финской и Великой Отечественной войн. Герой Советского Союза (1943, посмертно). Старший лейтенант.

## Биография
Николай Семёнович Потапенко родился 19 декабря 1913 года в селе Андреевка Бердянского уезда Таврической губернии Российской империи (ныне посёлок городского типа Бердянского района Запорожской области Украины) в семье крестьянина Семёна Ивановича Потапенко. Украинец. Окончил шесть классов общеобразовательной школы и среднюю сельскохозяйственную школу. Работал зоотехником в колхозе имени Ивана Франко. В 1935—1937 годах проходил срочную службу в рядах Рабоче-крестьянской Красной Армии. В 1939 году по частичной мобилизации призывался в армию вторично. Участвовал в Советско-финской войне. После её окончания окончил школу командиров взводов.
На фронтах Великой Отечественной войны лейтенант Н. С. Потапенко с 1941 года. Прошёл путь от командира взвода до командира роты. Несколько раз был ранен. С осени 1942 года старший лейтенант Н. С. Потапенко воевал в должности командира стрелковой роты 615-го стрелкового полка 167-й стрелковой дивизии 38-й армии Воронежского фронта. Участвовал в оборонительных боях севернее Воронежа, в ходе которых его рота неоднократно демонстрировала образцы мужества и стойкости. Так, 19 сентября 1942 года в бою за деревню Каверье Семилукского района Воронежской области в условиях непрерывной бомбёжки с воздуха и яростных атак превосходящих сил противника рота Потапенко не отступила ни на шаг, уничтожив свыше 100 немецких солдат и офицеров. Обладая недюжинной физической силой, в период боёв под Воронежем Николай Семёнович неоднократно ходил с разведчиками к немецким позициям за контрольными пленными. Во время одной из таких вылазок в районе деревни Суриковы Выселки он был тяжело ранен, после чего долго лечился в госпитале.
После излечения старший лейтенант Н. С. Потапенко вернулся в свою часть. Участвовал в Воронежско-Касторненской и Харьковской операциях. Отражая немецкое контрнаступление под Харьковом, 167-я стрелковая дивизия заняла оборонительные позиции в районе сёл Кияница и Пушкарёвка, которые удерживали до августа 1943 года. В ходе Курской битвы 167-я стрелковая дивизия располагалась на правом фланге Воронежского фронта и активными действиями сковывала противостоящие ей соединения 4-й танковой армии. В ходе Белгородско-Харьковской операции она действовала на вспомогательном направлении. Прорвав немецкую оборону в районе села Великая Чернетчина, дивизия вышла к реке Псёл напротив города Сумы. 26 августа 1943 года войска Воронежского фронта начали Сумско-Прилукскую фронтовую операцию, в ходе которой Н. С. Потапенко участвовал в освобождении городов Сумы и Ромны. Пройдя с боями около 300 километров, рота Потапенко 24 сентября 1943 года форсировала Десну у села Пуховка Броварского района Киевской области Украинской ССР и вышла к Днепру напротив села Новые Петровцы. 28 сентября старший лейтенант Н. С. Потапенко со своими бойцами первым в полку на подручных средствах форсировал Днепр и захватил плацдарм на его правом берегу севернее села Вышгород. При прорыве Восточного вала в критический момент боя Николай Семёнович личным примером поднял роту в атаку. 29 сентября 1943 года старший лейтенант Н. С. Потапенко погиб на северной окраине Вышгорода, подорвавшись на заложенном немцами фугасе. Указом Президиума Верховного Совета СССР от 29 октября 1943 года старшему лейтенанту Потапенко Николаю Семёновичу было присвоено звание Героя Советского Союза посмертно. Место захоронения Н. С. Потапенко неизвестно.

## Награды
- Медаль «Золотая Звезда» (29.10.1943, посмертно);
- орден Ленина (29.10.1943, посмертно);
- орден Красной Звезды (27.07.1943).

## Память
- Бюст Героя Советского Союза Н. С. Потапенко установлен в селе Андреевка Запорожской области Украины.
- Именем Героя Советского Союза Н. С. Потапенко названа улица в селе Андреевка Запорожской области Украины.
- Имя Героя Советского Союза Н. С. Потапенко увековечено на мемориале в парке Вечной Славы в Киеве.

## Документы
- Общедоступный электронный банк документов «Подвиг Народа в Великой Отечественной войне 1941—1945 гг.» Дата обращения: 28 января 2013. Архивировано из оригинала 13 марта 2012 года.

Указ Президиума Верховного Совета СССР о присвоении звания Героя Советского Союза. Дата обращения: 28 января 2013. Архивировано 6 февраля 2013 года.
Орден Красной Звезды (наградной лист и приказ о награждении). Дата обращения: 28 января 2013. Архивировано 6 февраля 2013 года.
- Обобщенный банк данных «Мемориал». Дата обращения: 28 января 2013. Архивировано из оригинала 10 мая 2012 года.

ЦАМО, ф. 33, оп. 11458, д. 350.
ЦАМО, ф. 33, оп. 11459, д. 195.
ЦАМО, ф. 33, оп. 11458, д. 246.
ЦАМО, ф. 33, оп. 871438, д. 31.
ЦАМО, ф. 33, оп. 11459, д. 208.